# Bubba Brooks

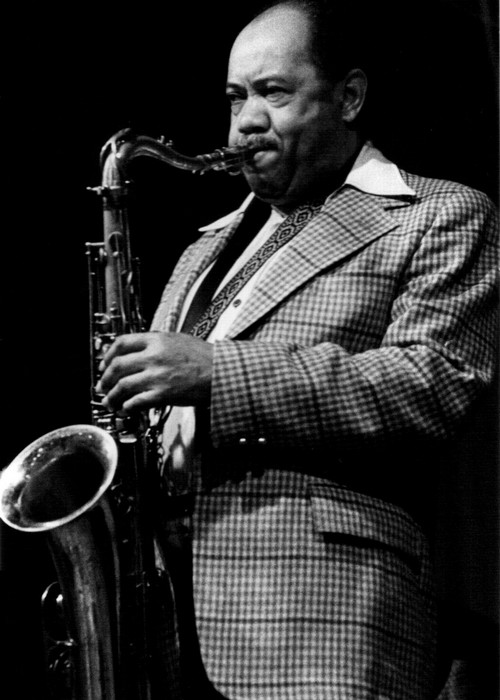
Bubba Brooks 1980

David Kenneth „Bubba“ Brooks (* 29. Mai 1922 in Fayetteville (North Carolina); † 11. April 2002 in New York City) war ein US-amerikanischer Rhythm-&-Blues- und Jazzmusiker (Tenorsaxophon).

## Leben und Wirken
Bubba Brooks war der ältere Bruder von Tina Brooks. Er begann seine Karriere in der Medicine Show von Pepper McAllister. Während des Zweiten Weltkriegs diente er in der US-Army, wo er in einer Armeeband mit James Moody spielte. Nach seiner Entlassung aus der Armee zog er 1944 nach New York City, wo er im Minton’s Playhouse und im Harlem Grill auftrat. 1947 tourte er durch North Carolina in einer Band mit Sonny Payne, spielte dann mit George Barkley im Baby Grand in New York, mit Barkley entstanden um 1947/48 erste Aufnahmen. Von 1948 bis 1957 arbeitete er mit Sonny Thompson, außerdem als Begleitmusiker der R&B-Sängerin Lula Reed. 1958 arbeitete er mit Jimmy McCracklin, 1961 mit Phil Upchurch. In den 1960er Jahren betätigte er sich auch als Sessionmusiker in der Popmusik. Von 1967 bis 1973 trat er mit dem Altsaxophonisten Charles Williams und Don Pullen in New York auf, für Mainstream Records entstanden drei Alben mit Williams. 1974 spielte er kurz bei Jimmy McGriff, 1976 wurde er Mitglied in der Band von Bill Doggett, der er zwei Jahrzehnte angehörte. Mitte der 1990er Jahre arbeitete Brooks mit Bross Townsend, Carrie Smith und der Harlem Blues and Jazz Band. Mitte der 90er legte er drei Alben im Mainstream-Jazz-Idiom vor. 1999 ging er mit Al Casey auf eine Frankreich-Tournee. David Bubba Brooks, der sich stilistisch an Arnett Cobb und Don Byas anlehnte, wirkte von 1950 bis 2001 an 53 Aufnahmesessions mit.

## Diskographie

### Aufnahmen unter eigenem Namen
- Smooth Sailing (TCB, 1995) mit Kenny Drew Jr., Peter Bernstein, Peter Washington, Kenny Washington
- The Big Sound of Bubba Brooks (Claves Jazz, 1995), mit Bross Townsend, Michael Howell, Bob Cunningham, Grady Tate
- Polka Dots and Moonbeams (TCB, 1996)

### Als Sideman
- Wynonie Harris (Route 66, 1954)
- Phil Upchurch: You Can't Sit Down (United Artists, 1961)
- Phil Upchurch Twist - The Big Hit Dances (United Artists, 1961)
- Charles Williams (Mainstream, 1971)
- Charles Williams Trees and Grass and Things (Mainstream, 1972)
- Charles Williams Stickball (Mainstream, 1973)
- Bill Doggett Am I Blue (Black and Blue, 1978)
- Bill Doggett Honky Tonk (Black and Blue, 1980)
- Bill Doggett The Right Choice (After Hours, 1991)
- Bross Townsend I love Jump Jazz (Claves Jazz, 1995)
- Michel Pastre: Live During a French Tour (Djaz, 1999)
- Joseph Carter: In the Now (Velvet Swan, 2000)
- Bobby Forrester: Organic Chemistry (Lollipop, 2001)